# Wir geben 'ne Party
"Wir geben 'ne Party" (tradução portuguesa:"Nós fazemos uma festa") foi a canção que representou a Alemanha no Festival Eurovisão da Canção 1994 que se realizou em Dublin, na Irlanda.
Foi interpretada em alemão pela banda Mekado. Mekado contaram com apoio no coro de Rhonda Heath, antiga membro da banda Silver Convention, que representou a Alemanha no Festival Eurovisão da Canção 1994. Foi a 14.ªa canção a ser interpretada na noite do festival, a seguir à canção neerlandesa "Waar is de Zon?", interpretada por Willeke Alberti e antes da canção eslovaca "Nekonečná pieseň", interpretada pela banda Tublatanka. A canção alemã germinou em 3.º lugar, recebendo um total de 128 pontos.

## Autores
A canção tinha letra Bernd Meinunger, música de Ralph Siegel e foi orquestrada por Norbert Daum.

## Letra
A canção é um número de up-tempo (bem ao contrário do que a banda costumava interpretar (estilo schlager). O trio descreve os seus planos para uma festa, especificamente aquilo que esperam ver lá.

## Versões
A banda lançou uma versão desta canção em [[língua inglesa|inglês intitulada "We're givin' a party ".